# Porelloides leavis
Porelloides leavis is een mosdiertjessoort uit de familie van de Bryocryptellidae. De wetenschappelijke naam van de soort is voor het eerst geldig gepubliceerd in 1828 door Fleming.